# Winton Dean
Winton Basil Dean (* 18. März 1916 in Birkenhead; † 19. Dezember 2013 in Hambledon) war ein englischer Musikwissenschaftler und -schriftsteller. Er war vor allem für seine Forschungen über Georg Friedrich Händel und Georges Bizet bekannt.

## Leben
Dean wurde bei Liverpool als Sohn des Theaterregisseurs Basil Dean geboren. Nach einer Ausbildung an der Harrow School (1929–1934) studierte Dean am King’s College in Cambridge (BA 1938 und MA 1941). Außerdem studierte er privat Musik bei Philip Radcliffe.
Er wurde nach seinem Dienst beim britischen Marinenachrichtendienst im Zweiten Weltkrieg als Musikschriftsteller bekannt; zunächst veröffentlichte er einige Schriften über Kompositionen von Bizet (unter anderem sein eigenes Verzeichnis von Bizets Werken), verlagerte danach allerdings seinen Fokus auf Händel und insbesondere dessen Oratorien und Opern. Aufgrund seiner Beschäftigung mit Bizet entstanden in späteren Jahren auch Abhandlungen über französische und italienische Operntraditionen vor Giuseppe Verdi.
Dean wirkte als Opernkritiker für englische Zeitschriften und war 1965/66 Ernest-Bloch-Gastprofessor an der University of California, Berkeley.
1975 wurde er UK Emeritus Fellow, History of Art and Music der British Academy. Er war Vorstandsmitglied, Vizepräsident (1991–1999) und Ehrenmitglied der Georg-Friedrich-Händel-Gesellschaft in Halle. 1995 wurde er mit dem Händelpreis der Stadt Halle ausgezeichnet. 1996 erhielt er die Ehrendoktorwürde von der University of Cambridge. Außerdem war er Ehrenmitglied der Royal Musical Association.